# Rhodopygia cardinalis
Rhodopygia cardinalis är en trollsländeart som först beskrevs av Wilhelm Ferdinand Erichson 1848.  Rhodopygia cardinalis ingår i släktet Rhodopygia och familjen segeltrollsländor. IUCN kategoriserar arten globalt som livskraftig. Inga underarter finns listade i Catalogue of Life.